# Żałobnice
Żałobnice (Calyptorhynchinae) – podrodzina ptaków z rodziny kakaduowatych (Cacatuidae).

## Zasięg występowania
Podrodzina obejmuje gatunki występujące w Australii (w tym na Tasmanii i kilku okolicznych wyspach).

## Systematyka
Do podrodziny należą następujące rodzaje:
- Calyptorhynchus Desmarest, 1826
- Zanda Mathews, 1913